# Охара, Марико
Марико Охара (яп. 大原まり子, род. 20 марта, 1959, Осака, Япония) — японская писательница-фантаст. В подростковом возрасте написала фанфик Кирк/Спок. Закончила Сейсинский университет. Её карьера как писателя началась в 1980 году.
В 1991 её произведение «Haiburiddo Chairudo» («Гибридное дитя») выиграл премию Сэйун. В 1995 она получила Гран-при японской научной фантастики за её произведение Senso-wo Enjita Kamigamitachi (Боги, которые обсуждали войну). С 1997 по 1999 была членом жюри Taisho awards. В настоящее время она является рецензентом научной фантастики в газете Асахи Симбун и членом Японской Ассоциации писателей.

## Работы
- «Girl» (Девушка) (2007)[2]
- «The Whale that Sang on the Milky Way Network» (Кит который пел в Млечном Пути) (2011)[3]